# Lättprodukt

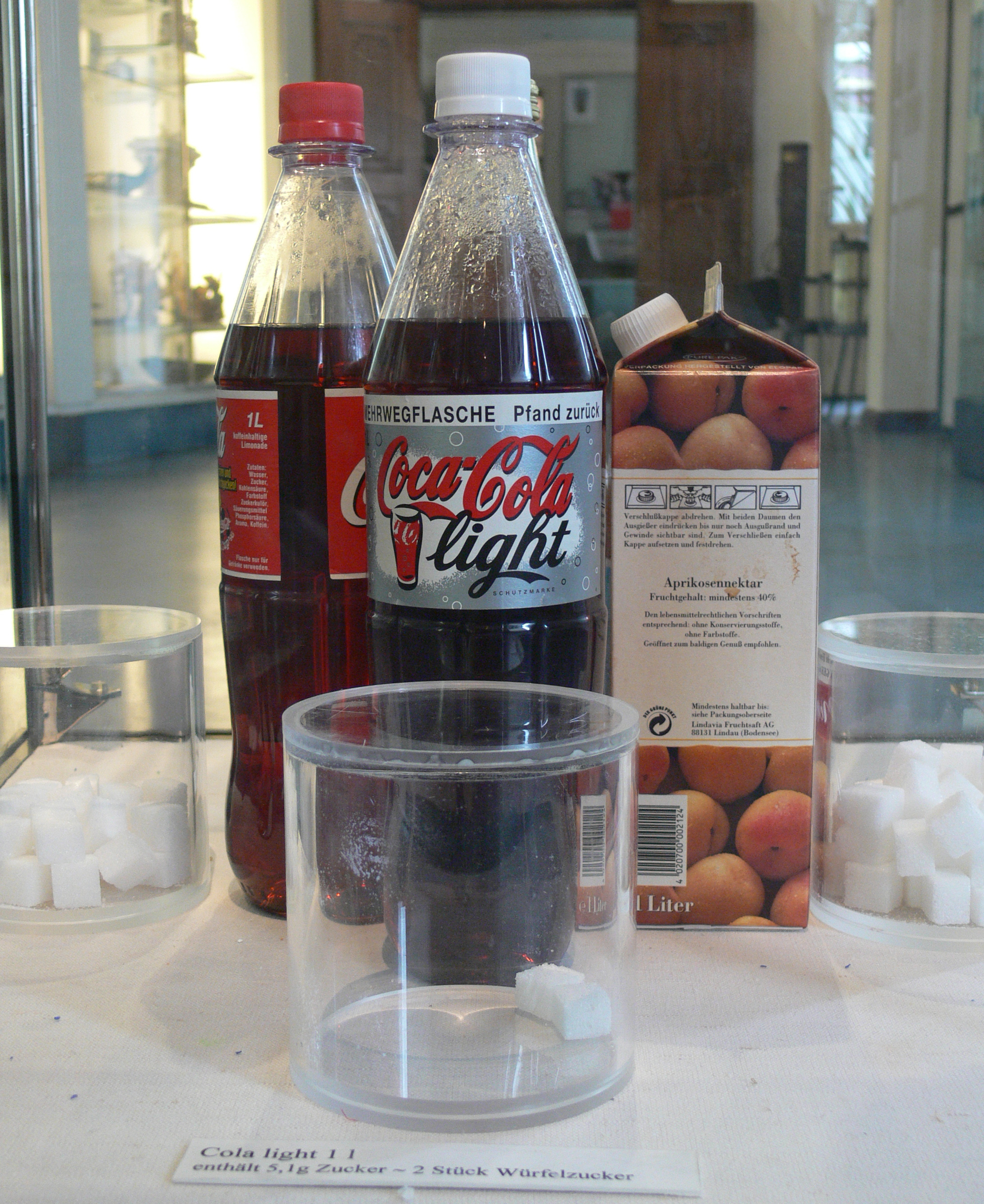
I lightläsk har sockret ersatts med sötningsmedel. Under 2020-talet har även viss originalläsk fått reducerad sockerhalt och tillsatt sötningsmedel, även om den inte marknadsförs som en lightprodukt.

Lättprodukt, ofta marknadsfört med texten light eller förledet lätt-, i engelskspråkiga länder förekommer beteckningen diet, är mat eller dryck med fettreducerat innehåll eller sötningsmedel i stället för socker. I fettreducerade produkter tillsätts ofta stabiliseringsmedel för att ge rätt konsistens.
Lättprodukter är främst riktade till bantare och andra som vill begränsa sitt kaloriintag. Många lättprodukter passar även diabetiker i och med att de innehåller begränsat med eller inget socker. Lättprodukterna är samtidigt omdiskuterade, dels hur produkterna faktiskt påverkar vikten och dels vissa av tillsatsernas långsiktiga effekt på hälsan. Enskilda studier finns, men forskarna har inte funnit något säkert samband, utan konstaterat att det behövs fler studier.
I Sverige blev fettreducerade lättprodukter vanliga under 1990-talet, exempelvis minimjölk och lätt crème fraiche. Särskilt under 2000-talet har även sockrets hälsoeffekter och den allmänna sockerkonsumtionen uppmärksammats, något som bland annat satt press på producenter att minska sockerhalten i sina produkter. Det har under 2020-talet resulterat i att vissa läsktillverkare ersatt en del av sockret i sin originalläsk med sötningsmedel och utan något namnbyte.